# Stagioni dei Dallas Cowboys
Questa è la lista delle stagioni sportive dei Dallas Cowboys nella National Football League che documenta i risultati stagione per stagione dal 1960 ad oggi, compresi i risultati nei play-off.

## Risultati stagione per stagione
| Cronistoria dei Dallas Cowboys | Cronistoria dei Dallas Cowboys | Cronistoria dei Dallas Cowboys | Cronistoria dei Dallas Cowboys | Cronistoria dei Dallas Cowboys | Cronistoria dei Dallas Cowboys | Cronistoria dei Dallas Cowboys | Cronistoria dei Dallas Cowboys | Cronistoria dei Dallas Cowboys | Cronistoria dei Dallas Cowboys | Cronistoria dei Dallas Cowboys                                                                                |                              |
| Stagione di lega               | Stagione di squadra            | Lega                           | Conference                     | Division                       | Stagione regolare              | Stagione regolare              | Stagione regolare              | Stagione regolare              | Play-off | Premi individuali                                                                                             |                              |
| Stagione di lega               | Stagione di squadra            | Lega                           | Conference                     | Division                       | Pos.                           | V                              | S                              | P                              | Play-off | Premi individuali                                                                                             |                              |
| ------------------------------ | ------------------------------ | ------------------------------ | ------------------------------ | ------------------------------ | ------------------------------ | ------------------------------ | ------------------------------ | ------------------------------ | --- | --- | ---------------------------- |
| 1960                           | 1960                           | NFL                            | Western                        |                                | 7                              | 0                              | 11                             | 1                              | non disputati | Inseriti nella NFL Western.                                                                                   |                              |
| 1961                           | 1961                           | NFL                            | Eastern                        |                                | 6                              | 4                              | 9                              | 1                              | non disputati | Inseriti nella NFL Eastern.                                                                                   |                              |
| 1962                           | 1962                           | NFL                            | Eastern                        |                                | 5                              | 5                              | 8                              | 1                              | non disputati | |                              |
| 1963                           | 1963                           | NFL                            | Eastern                        |                                | 5                              | 4                              | 10                             | 0                              | non disputati | |                              |
| 1964                           | 1964                           | NFL                            | Eastern                        |                                | 5                              | 5                              | 8                              | 1                              | non disputati | |                              |
| 1965                           | 1965                           | NFL                            | Eastern                        |                                | 2                              | 7                              | 7                              | 0                              | non disputati | |                              |
| 1966                           | 1966                           | NFL                            | Eastern                        |                                | 1                              | 10                             | 3                              | 1                              | S NFL Championship contro i Green Bay Packers (34-27) | Viene giocato il 1º Super Bowl.                                                                               |                              |
| 1967                           | 1967                           | NFL                            | Eastern                        | Capitol                        | 1                              | 9                              | 5                              | 0                              | V Conference Championship contro i Cleveland Browns (52-10) S NFL Championship contro i Green Bay Packers (21-17)                                                      | Inserita nella Eastern Conference Division Capitol.                                                           |                              |
| 1968                           | 1968                           | NFL                            | Eastern                        | Capitol                        | 1                              | 12                             | 2                              | 0                              | S Conference Championship contro i Cleveland Browns (31-20) | |                              |
| 1969                           | 1969                           | NFL                            | Eastern                        | Capitol                        | 1                              | 11                             | 2                              | 1                              | S Conference Championship contro i Cleveland Browns (38-14) | |                              |
| 1970                           | 1970                           | NFL                            | NFC                            | East                           | !                              | 10                             | 4                              | 0                              | V Divisional play-off contro i Detroit Lions (5-0) V NFC Championship contro i San Francisco 49ers (17-10) S Super Bowl V contro i Baltimore Colts (16-13)             | Inseriti nella NFC East a seguito della fusione tra AFL e NFL.                                                |                              |
| 1971                           | 1971                           | NFL                            | NFC                            | East                           | 1                              | 11                             | 3                              | 0                              | V Divisional play-off contro i Minnesota Vikings (20-12) V NFC Championship contro i San Francisco 49ers (14-3) V Super Bowl VI contro i Miami Dolphins (24-3)         | |                              |
| 1972                           | 1972                           | NFL                            | NFC                            | East                           | 2                              | 10                             | 4                              | 0                              | V Divisional play-off contro i San Francisco 49ers (30-28) S NFC Championship contro i Washington Redskins (26-3)                                                      | |                              |
| 1973                           | 1973                           | NFL                            | NFC                            | East                           | 1                              | 10                             | 4                              | 0                              | V Divisional play-off contro i Los Angeles Rams (27-16) S NFC Championship contro i Minnesota Vikings (27-10)                                                          | |                              |
| 1974                           | 1974                           | NFL                            | NFC                            | East                           | 3                              | 8                              | 6                              | 0                              | non disputati | |                              |
| 1975                           | 1975                           | NFL                            | NFC                            | East                           | 2                              | 10                             | 4                              | 0                              | V Divisional play-off contro i Minnesota Vikings (17-14) V NFC Championship contro i Los Angeles Rams (37-7) S Super Bowl X contro i Pittsburgh Steelers (21-17)       | |                              |
| 1976                           | 1976                           | NFL                            | NFC                            | East                           | 1                              | 11                             | 3                              | 0                              | S Divisional play-off contro i Los Angeles Rams (14-12) | |                              |
| 1977                           | 1977                           | NFL                            | NFC                            | East                           | 1                              | 12                             | 2                              | 0                              | V Divisional play-off contro i Chicago Bears (37-7) V NFC Championship contro i Minnesota Vikings (23-6) V Super Bowl XII contro i Denver Broncos (27-10)              | |                              |
| 1978                           | 1978                           | NFL                            | NFC                            | East                           | 1                              | 12                             | 4                              | 0                              | V Divisional play-off contro gli Atlanta Falcons (27-20) V NFC Championship contro i Los Angeles Rams (28-0) S Super Bowl XIII contro i Pittsburgh Steelers (35-31)    | Da questa stagione le partite della stagione regolare diventano 16.                                           |                              |
| 1979                           | 1979                           | NFL                            | NFC                            | East                           | 1                              | 11                             | 5                              | 0                              | S Divisional play-off contro i Los Angeles Rams (21-19) | |                              |
| 1980                           | 1980                           | NFL                            | NFC                            | East                           | 2                              | 12                             | 4                              | 0                              | V Wild Card Game contro i Los Angeles Rams (34-17) V Divisional playoff contro gli Atlanta Falcons (30-27) S NFC Championship contro i Philadelphia Eagles (20-7)      | |                              |
| 1981                           | 1981                           | NFL                            | NFC                            | East                           | 1                              | 12                             | 4                              | 0                              | V Divisional play-off contro i Tampa Bay Buccaneers (38-0) S NFC Championship contro i San Francisco 49ers (28-27)                                                     | |                              |
| 1982                           | 1982                           | NFL                            | NFC                            | East                           | 2                              | 6                              | 3                              | 0                              | V First Round contro i Tampa Bay Buccaneers (30-17) V Second Round contro i Green Bay Packers (37-26) S NFC Championship contro i Washington Redskins (31-17)          | A causa di uno sciopero nella stagione si disputarono solo 9 partite e non vi furono classifiche di Division. |                              |
| 1983                           | 1983                           | NFL                            | NFC                            | East                           | 2                              | 12                             | 4                              | 0                              | S Wild Card Game contro i Los Angeles Rams (24-17) | |                              |
| 1984                           | 1984                           | NFL                            | NFC                            | East                           | 4                              | 9                              | 7                              | 0                              | non disputati | |                              |
| 1985                           | 1985                           | NFL                            | NFC                            | East                           | 1                              | 10                             | 6                              | 0                              | S Divisional play-off contro i Los Angeles Rams (20-0) | |                              |
| 1986                           | 1986                           | NFL                            | NFC                            | East                           | 3                              | 7                              | 9                              | 0                              | non disputati | |                              |
| 1987                           | 1987                           | NFL                            | NFC                            | East                           | 4                              | 7                              | 8                              | 0                              | non disputati | In questa stagione a causa di uno sciopero hanno giocato una partita in meno.                                 |                              |
| 1988                           | 1988                           | NFL                            | NFC                            | East                           | 5                              | 3                              | 13                             | 0                              | non disputati | |                              |
| 1989                           | 1989                           | NFL                            | NFC                            | East                           | 5                              | 1                              | 15                             | 0                              | non disputati | |                              |
| 1990                           | 1990                           | NFL                            | NFC                            | East                           | 4                              | 7                              | 9                              | 0                              | non disputati | |                              |
| 1991                           | 1991                           | NFL                            | NFC                            | East                           | 2                              | 11                             | 5                              | 0                              | V Wild Card Game contro i Chicago Bears (17-13) S Divisional play-off contro i Detroit Lions (38-6)                                                                    | |                              |
| 1992                           | 1992                           | NFL                            | NFC                            | East                           | 1                              | 13                             | 3                              | 0                              | V Divisional play-off contro i Philadelphia Eagles (34-10) V NFC Championship contro i San Francisco 49ers (30-20) V Super Bowl XXVII contro i Buffalo Bills (52-17)   | |                              |
| 1993                           | 1993                           | NFL                            | NFC                            | East                           | 1                              | 12                             | 4                              | 0                              | V Divisional play-off contro i Green Bay Packers (27-17) V NFC Championship contro i San Francisco 49ers (38-21) V Super Bowl XXVIII contro i Buffalo Bills (30-13)    | |                              |
| 1994                           | 1994                           | NFL                            | NFC                            | East                           | 1                              | 12                             | 4                              | 0                              | V Divisional play-off contro i Green Bay Packers (35-9) S NFC Champioship contro i San Francisco 49ers (38-38)                                                         | |                              |
| 1995                           | 1995                           | NFL                            | NFC                            | East                           | 1                              | 12                             | 4                              | 0                              | V Divisional play-off contro i Philadelphia Eagles (30-11) V NFC Championship contro i Green Bay Packers (38-27) V Super Bowl XXX contro i Pittsburgh Steelers (27-17) | |                              |
| 1996                           | 1996                           | NFL                            | NFC                            | East                           | 1                              | 10                             | 6                              | 0                              | V Wild Card Game contro i Minnesota Vikings (40-15) S Divisional play-off contro i Carolina Panthers (26-17)                                                           | |                              |
| 1997                           | 1997                           | NFL                            | NFC                            | East                           | 4                              | 6                              | 10                             | 0                              | non disputati | |                              |
| 1998                           | 1998                           | NFL                            | NFC                            | East                           | 1                              | 10                             | 6                              | 0                              | S Wild Card Game contro gli Arizona Cardinals (20-7) | |                              |
| 1999                           | 1999                           | NFL                            | NFC                            | East                           | 2                              | 8                              | 8                              | 0                              | S Wild Card Game contro i Minnesota Vikings (27-10) | |                              |
| 2000                           | 2000                           | NFL                            | NFC                            | East                           | 4                              | 5                              | 11                             | 0                              | non disputati | |                              |
| 2001                           | 2001                           | NFL                            | NFC                            | East                           | 5                              | 5                              | 11                             | 0                              | non disputati | |                              |
| 2002                           | 2002                           | NFL                            | NFC                            | East                           | 4                              | 5                              | 11                             | 0                              | non disputati | |                              |
| 2003                           | 2003                           | NFL                            | NFC                            | East                           | 2                              | 10                             | 6                              | 0                              | S Wild Card Game contro i Carolina Panthers (29-10) | |                              |
| 2004                           | 2004                           | NFL                            | NFC                            | East                           | 3                              | 6                              | 10                             | 0                              | non disputati | |                              |
| 2005                           | 2005                           | NFL                            | NFC                            | East                           | 3                              | 9                              | 7                              | 0                              | non disputati | |                              |
| 2006                           | 2006                           | NFL                            | NFC                            | East                           | 2                              | 9                              | 7                              | 0                              | S Wild Card Game contro i Seattle Seahawks (21-20) | |                              |
| 2007                           | 2007                           | NFL                            | NFC                            | East                           | 1                              | 13                             | 3                              | 0                              | S Divisional playoff contro i New York Giants (21-17) | |                              |
| 2008                           | 2008                           | NFL                            | NFC                            | East                           | 3                              | 9                              | 7                              | 0                              | non disputati | |                              |
| 2009                           | 2009                           | NFL                            | NFC                            | East                           | 1                              | 11                             | 5                              | 0                              | V Wild Card Game contro i Philadelphia Eagles (34-14) S Divisional play-off contro i Minnesota Vikings (34-3)                                                          | |                              |
| 2010                           | 2010                           | NFL                            | NFC                            | East                           | 3                              | 6                              | 10                             | 0                              | non disputati | |                              |
| 2011                           | 2011                           | NFL                            | NFC                            | East                           | 3                              | 8                              | 8                              | 0                              | non disputati | |                              |
| 2012                           | 2012                           | NFL                            | NFC                            | East                           | 3                              | 8                              | 8                              | 0                              | non disputati | |                              |
| 2013                           | 2013                           | NFL                            | NFC                            | East                           | 2                              | 8                              | 8                              | 0                              | non disputati | |                              |
| Totale                         | Totale                         | Totale                         | Totale                         | Totale                         | Totale                         | 463                            | 345                            | 6                              | Record di stagione regolare | Record di stagione regolare                                                                                   | Record di stagione regolare  |
| Totale                         | Totale                         | Totale                         | Totale                         | Totale                         | Totale                         | 33                             | 25                             |                                | Record dei play-off | Record dei play-off                                                                                           | Record dei play-off          |
| Totale                         | Totale                         | Totale                         | Totale                         | Totale                         | Totale                         | 496                            | 370                            | 6                              | Stagione regolare e play-off | Stagione regolare e play-off                                                                                  | Stagione regolare e play-off |

Legenda
- Vittoria nel Super Bowl (dal 1966)
- Vittoria nella lega (1920-1969)
- Vittoria nella Conference

- Vittoria nella Division
- Qualificazione al Wild Card Game (dal 1978)
- V = Vittorie

- S = Sconfitte
- P = Pareggi
- T = Posizione a pari merito